# Condado de Wayne (Nueva York)
El condado de Wayne (en inglés: Wayne County) fundado en 1823 es un condado en el estado estadounidense de Nueva York. En el 2000 el condado tenía una población de 93,765 habitantes en una densidad poblacional de 60 personas por km². La sede del condado es Lyons.

## Geografía
Según la Oficina del Censo, el condado tiene un área total de 3585 km² (1384,2 mi²), de la cual 1564 km² (603,9 mi²) es tierra y 2020 km² (779,9 mi²) (56.34%) es agua.

### Condados adyacentes
- Condado de Cayuga - este
- Condado de Seneca - sureste
- Condado de Ontario - sur
- Condado de Monroe - oeste

## Demografía
En el 2000 la renta per cápita promedia del condado era de $44,157, y el ingreso promedio para una familia era de $51,495. En 2000 los hombres tenían un ingreso per cápita de $36,825 versus $26,470 para las mujeres. El ingreso per cápita para el condado era de $19,258 y el 8.60% de la población estaba bajo el umbral de pobreza nacional.

## Transporte

### Carreteras principales
- Ruta Estatal de Nueva York 14
- Ruta Estatal de Nueva York 21
- Ruta Estatal de Nueva York 31
- Ruta Estatal de Nueva York 88
- Ruta Estatal de Nueva York 89
- Ruta Estatal de Nueva York 104
- Ruta Estatal de Nueva York 414

### Área protegida
- Refugio Nacional de Vida Salvaje Montezuma (parte de él)

### Localidades
Este condado es completamente rural y no tiene ciudades. Su división política (comunidades incorporadas) es la de pueblos, seguido por la de villas. Hay 15 pueblos y 9 villas.
| - Arcadia (pueblo) - Butler (pueblo) - Clyde (villa) - Galen (pueblo) - Huron (pueblo) - Lyons (villa) - Lyons (pueblo) - Macedon (villa) | - Macedon (pueblo) - Marion (pueblo) - Newark (villa) - North Rose (lugar designado por el censo) - Ontario (pueblo) - Palmyra (pueblo) - Palmyra (villa) - Red Creek (villa) - Rose (pueblo) | - Savannah (pueblo) - Sodus (villa) - Sodus (pueblo) - Sodus Point (villa) - Walworth (pueblo) - Williamson (pueblo) - Wolcott (pueblo) - Wolcott (villa) |

### Comunidades no incorporadas
El condado de Wayne tiene un sinnúmero de comunidades no incorporadas. La mayoría son consideradas aldeas.
| - Alloway - Alton - Angells Corners - Bear Creek - Bonni Castle - Butler Center - Desbrough Park - East Bay Park - East Palmyra - East Williamson - Evans Corner - Fairville - Fairville Station - Fort Hill - Furnace Village - Furnaceville - Gananda | - Glenmark - Huddle - Huron - Hydesville - Joy - Lake Bluff - Lakeside - Lincoln - Lock Berlin - Lummisville - Macedon Center - Marbletown - Marengo - Marion - Mud Mills - Noble Corner | - North Huron - North Macedon - North Wolcott - Ontario - Ontario Center - Ontario-on-the-Lake - Owls Nest - Pilgrimport - Pultneyville - Resort - Rice Mill - Rose - Savannah - Shephards Corner - Sodus Center | - South Butler - South Sodus - Sunset View - Thorntons Corner - Union Hill - Wallington - Walworth - Wayne Center - Wayneport - West Butler - West Walworth - Westbury - Williamson - Yellow Mills - York - Zúrich |